# 歌剧

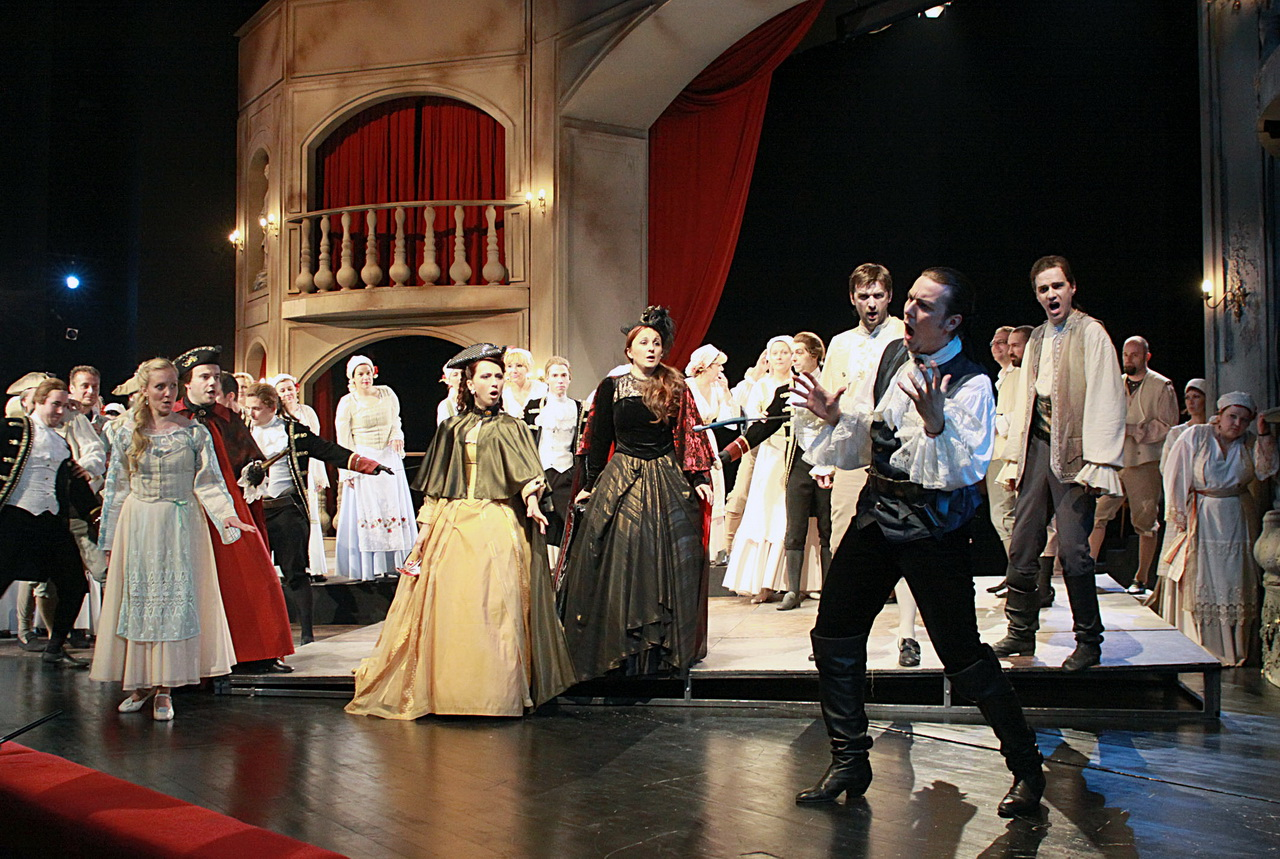
在塞尔维亚国家剧院上演的经典歌剧《唐·乔万尼》

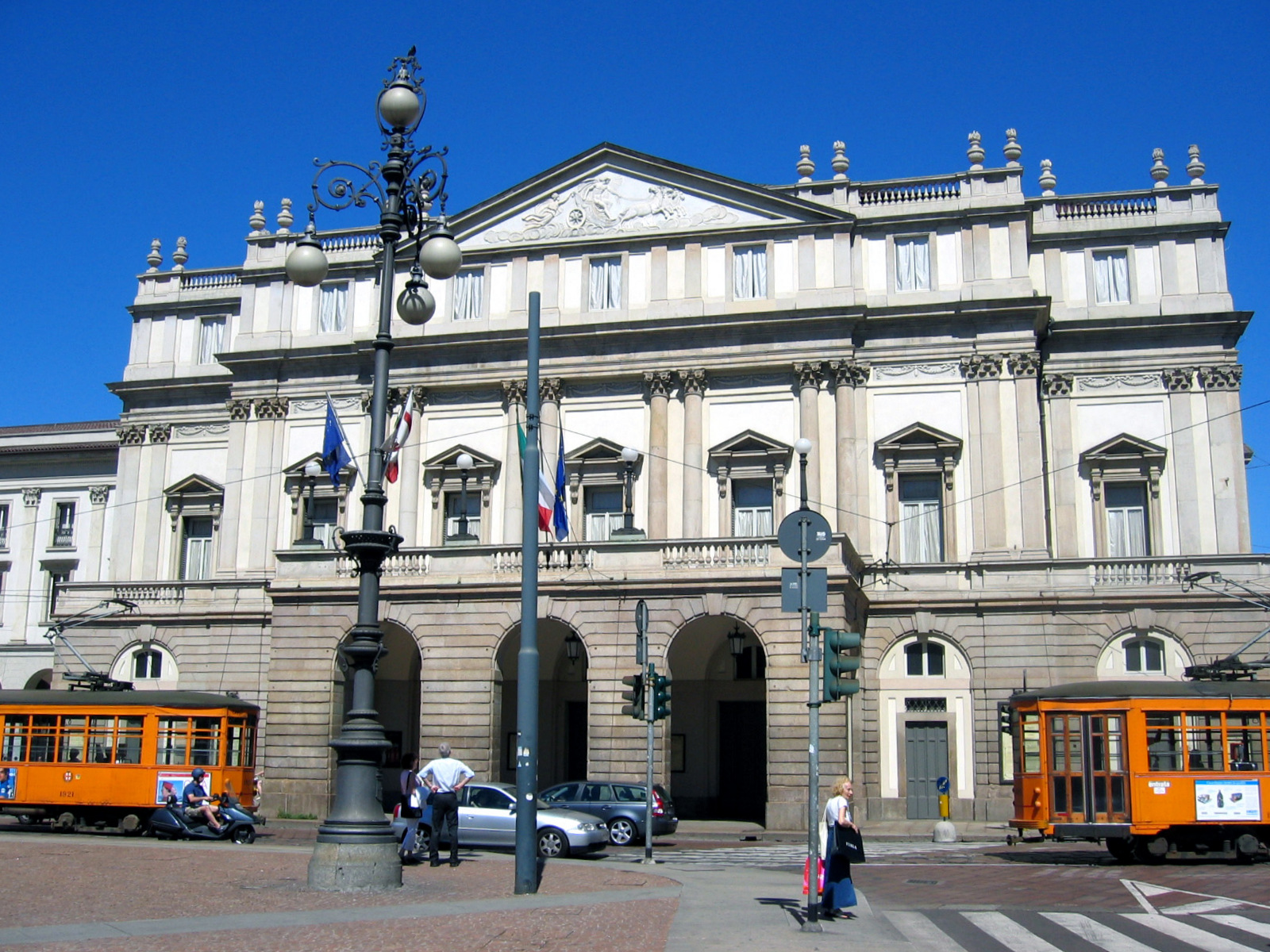
建於1778年米蘭斯卡拉大劇院，世界上最為著名的一大歌劇院。

歌劇（為複數形）是一門西方舞臺表演藝術，簡單而言就是主要或完全以歌唱和音樂來交代和表達劇情的戲劇。
歌劇在17世紀，即1600年前後才出现在意大利的佛羅倫斯，它源自古希臘戲劇的劇場音樂。歌劇的演出和戲劇的所需一樣，都要憑藉劇場的典型元素，如背景、戲服以及表演等。一般而言，較之其他戲劇不同的是，歌劇演出更看重歌唱和歌手的傳統聲樂技巧等音樂元素。歌手和合唱團常有一隊樂器手負責伴奏，有的歌劇只需一隊小樂隊，有的則需要一團完整的管弦樂團。有些歌劇中都會穿插有舞蹈表演，如不少法語歌劇都有一場芭蕾舞表演。歌劇被視為西方古典音樂傳統的一部分，因此和經典音樂一樣，流行程度不及當代流行音樂，而近代的音樂劇被視為歌劇的現代版本。
歌劇最早出現在17世紀的義大利，既而傳播到歐洲各國，而德國的海因里希·許茨、法國的讓-巴普蒂斯特·吕利和英格蘭的亨利·珀塞爾分別在他們自己的國家，開創了17世紀歌劇的先河。一直到18世紀，意大利歌劇依然是歐洲的主流，縱然巴黎吸引了不少外國作曲家到法國謀生，而韓德爾最終落腳英倫。
而義大利歌劇的主流一直是正歌劇，直至格魯克在1760年代推出的｢革新歌劇｣，以對抗正歌劇的矯揉造作。而今天依然著名的18世紀歌劇巨匠，顯然是莫札特。莫札特少年時先以正歌劇起家，繼而以意大利語喜歌劇，風行各地，尤以《費加羅的婚禮》、《唐·喬望尼》和《女人皆如此》為人稱頌。而莫氏倒數第二部歌劇《魔笛》(最後一部為狄多王的仁慈)，更是德語歌劇的指標性作品。
19世紀初期是美聲（bel canto）風格歌劇的高峰期，風行當時的羅西尼、多尼采蒂和貝利尼等人的歌劇，時至今日，依然常見於舞台。與此同時，賈科莫·梅耶貝爾的歌劇作品則成為了法式大歌劇（Grand Opera）的典範，並風行全法。
19世紀中後葉則被譽為歌劇的｢黃金時期｣，其中理查德·瓦格納和朱塞佩·威爾第在德國和義大利各領風騷。而黃金時期過後的20世紀初，西歐歌劇繼續演變出不同風格，如義大利的寫實主義（verismo）和法國的當代歌劇，和及後贾科莫·普契尼和理查德·施特勞斯的作品。而在整個19世紀，在中東歐地區，尤其是俄羅斯和波希米亞，國民樂派的崛起造就了當地和西歐平行發展的歌劇作品。
整個20世紀，現代風格元素常被嘗試混入歌劇當中，如阿諾德·勛伯格和阿爾班·貝爾格的無調性手法和十二音階作曲法，以伊戈爾·斯特拉文斯基為代表的新古典主義音樂和菲利普·格拉斯和約翰·亞當斯的簡約音樂。隨著錄音技術的改善，像恩里科·卡鲁索等歌手成為歌劇圈外人士所知的名字。隨著20世紀科技的進步，歌劇也會在電台和電視上播放，也出現了為廣播媒體而寫的歌劇

## 術語舉凡
歌劇的歌詞往往紀錄在「辭本」（libretto，直譯為小冊子）上。一些歌劇作曲家，往往會為自己的歌劇填詞，如華格納；另一些作曲往往會和指定的作詞人合作，如莫扎特和他的最佳拍擋洛伦佐·达·彭特。歌剧有两种传统的演唱形式：宣叙调（recitativo），不帶旋律結構的演唱部分，通常用於交代劇情；咏叹调（aria），通常用於表達角色感情，帶旋律結構的唱段。二重唱（duet）、三重唱（trio）和多人重唱也很普遍。每一种歌唱方式都辅有乐器伴奏，有時也會有合唱團伴唱。在某些形式的歌劇，如歌唱劇（Singspiel）、喜歌劇（opéra comique）、輕歌劇（operetta）和半歌劇中，宣敘調往往被沒配樂對白所代替。在其他歌劇中，宣敘調偶然也會被帶旋律結構的咏叙调（arioso）。在巴洛克和古典主義音樂時期，宣敘調還分為兩種：乾宣敘調（recitativo secco）是指只帶有「數字低音伴奏」（continuo）的宣敘調，通常只有羽管键琴提供若干和弦，供歌手對音；而伴奏宣敘調（recitativo accompagnato）則有整個管弦樂隊提供伴奏。在19世紀以後，伴奏宣敘調漸漸成為歌劇界的主流，管弦樂團在歌劇中的音樂角色漸被看重。華格納的作品更進一步「廢除」宣敘調和詠嘆調之間的停頓，將歌劇化為旋律不休止的樂劇。當然，這個舉動和華格納的其他舉動同樣惹人爭議。有些人跟隨了這個樂劇潮流，有些現代歌劇則尊重傳統，保留了這些停頓，如史特拉文斯基的《遊子歷程（The Rake's Progress）》。

## 簡史

### 起源

克勞迪奧·蒙台威爾第

歌劇在西方語言的代表字Opera来源于拉丁語“作品”的复数形式（Opus, Opera），后经意大利文推广至其他欧洲语言，顧名思義歌劇原意不單單包括舞台上的獨唱、重唱和合唱，也包括對白、表演和舞蹈。16世纪末，在意大利的佛罗伦萨有一群人文主義學者組成了「卡梅拉塔同好社」（Camerata）的团体，以復興古希臘的舞台表演藝術。他們相信古希臘的戲劇中的「合頌」部分實際上是合唱部分，甚至有人認為古希臘的戲劇實際上就和今天的歌劇一樣，全部劇情皆以歌曲交代。因此當現知歷史上第一部歌劇，由雅各布·佩里作曲，取材自古希腊神话的《达芙尼（Dafne）》於1597年首演時，風評一片讚好，皆認為「成功復活了古希臘的戲劇精神」。但《达芙尼》最終不幸失傳，但佩里的另一套首演於1600年的歌劇《尤丽狄茜（Euridice）》至今仍偶有排演。但今天歌劇界最古老的標準保留劇目的歌劇，當數1607年首演於曼托瓦宮廷的克勞迪奧·蒙泰韋爾迪作品，《奧菲歐（L'Orfeo）》。

### 意大利語歌劇

#### 巴洛克時期

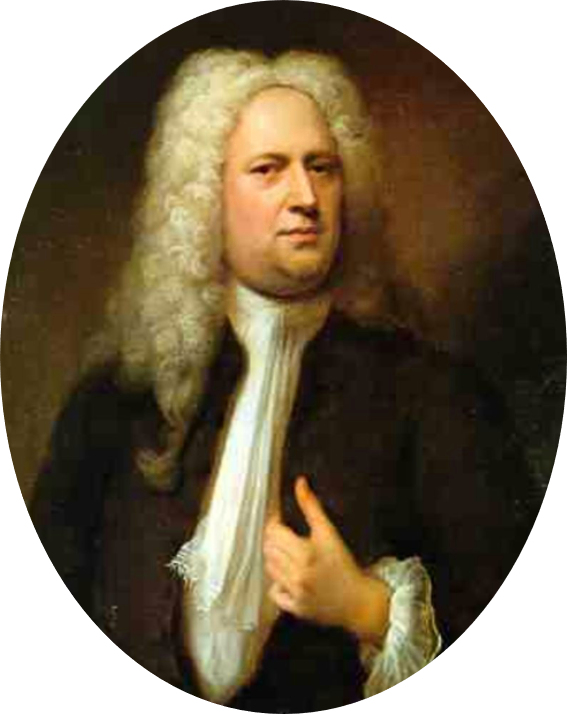
1733年的韓德爾

歌劇的觀眾不僅僅局限於宮廷貴族。1637年，歌劇季度購票制度在威尼斯的狂歡節出現，令公眾開始得以欣賞歌劇。蒙泰韋爾迪也在此時由曼都瓦移居到威尼斯，並為威尼斯在1640年代創作了他最後的兩套歌劇，《尤里西斯返故國（Il ritorno d'Ulisse in patria）》和《波佩亚的加冕》。他最重要的追隨者范切斯科·卡瓦利（Francesco Cavalli）將歌劇傳到了意大利各地。這些早期的巴洛克時代的歌劇，往往是喜劇混和一些悲劇元素，如在歌劇中插入帶喜劇成份的「戲中戲」，以吸引文化程度不如貴族的新晉商人階層，去欣賞歌劇。但這個現象刺激了不少受過教育的鑑賞者。就是這些鑑賞者，發起了歌劇史上第一次革新運動。在威尼斯阿卡迪亞學院的資助下，詩人梅塔斯塔齊奧（Metastasio）通過自己的創作，確認了正歌劇（opera seria）的標準模式。自此至18世紀末，正歌劇便成為義大利歌劇的主流。
而在梅塔斯塔齊奧的標準形成之際，喜歌劇（opera buffa）便成為巴洛克時代義大利歌劇的另一模式。而部分戲中戲則漸漸發展成為日後｢藝術喜劇（commedia dell'arte）｣，如同1710至1720年代流行於那不勒斯的｢間場喜劇（intermezzi）｣一般。無論如何，這些喜劇往往都大受歡迎，不少得以隨即單獨上演。
正歌劇常帶有振奮的音調和還有高度格式化的曲式，通常由乾宣敘調和返始詠嘆調（da capo aria）。這些特色給予當時的歌劇唱家很大的發揮空間，令他們成為正歌劇黃金時代的明星。當時英雄的角色常為阉伶而設，或用女高音代替。這類唱家以阉伶法里內利和賽尼西諾（Senesino），還有女高音浮士蒂娜·波多妮（Faustina Bordoni）最為著名，其中法里內利更是18世紀最著名的歌劇唱家。由於正歌劇在法國以外的各國大行其道，因此這類主角在各國需求很大。
義大利歌劇一直是巴洛克時代歌劇的標準，義大利腳本最為流行，如在倫敦謀生的德國人韓德爾都是用義大利語的腳本寫歌劇。直至到古典音樂時期，義大利語腳本都是歌劇的主流，18世紀末在維也納謀生的莫札特也是用義大利語的腳本。其他義大利當地歌劇的領軍人物包括亚历山德罗·斯卡拉蒂、安东尼奥·维瓦尔第和尼可拉·波波拉（Nicola Porpora）。

#### 古典時期：格魯克、對梅塔斯塔齊奧標準的批判和莫札特

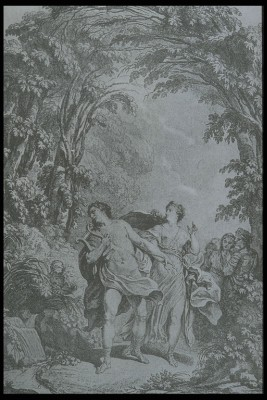
1774年巴黎版《奥菲欧与尤丽狄茜》總譜封面插圖

正歌劇誠然有其弱點和批判者，尤其是以壯觀場景取代戏劇的純粹性和統一性，引來不少抨擊。番切斯科·阿爾加羅蒂（Francesco Algarotti）1755年發表的《論歌劇 (Saggio sopra l'opera in musica)》，啟發了克里斯托夫·维利巴尔德·格鲁克提出革新歌劇的理論。格魯克主張正歌劇應該反璞歸真，無論是音樂、舞蹈和舞台布置，都是應該為為戏劇服務。這個時期的部份作曲家如尼可洛·约梅利和托馬索·特拉埃塔（Tommaso Traetta）都曾嘗試將這些觀點付諸實行。但第一個成功且青史留名的是格魯克。格魯克嘗試達成歌劇的｢簡約美｣，而在他的｢革新歌劇｣之一的《奥菲欧与尤丽狄茜（Orfeo ed Euridice）》得以體現，當中的聲樂部，不如韓德爾的作品那般，富有簡單的和絃和豐厚的交響樂伴奏。
格魯克的革新影響深遠，韋伯、莫札特和華格納都深受格氏的意念所影響。莫札特在很多方面被視為格魯克的繼承人，集合自身天賦對喜劇、和聲、旋律以及對位法的敏感觸覺，和洛伦佐·达·彭特合作譜出了一系列至今依然流行、依然著名的喜劇作品：《費加羅的婚禮》、《唐·喬望尼》和《女人皆如此》。然而莫札特雖有正歌劇的創作，如《狄托皇的仁慈（La Clemenza di Tito）》和《依多美尼歐》，且創作精美，但已無力回天────正歌劇的時代儼然一去不復返。

#### 浪漫時期：美聲、威爾第和寫實主義

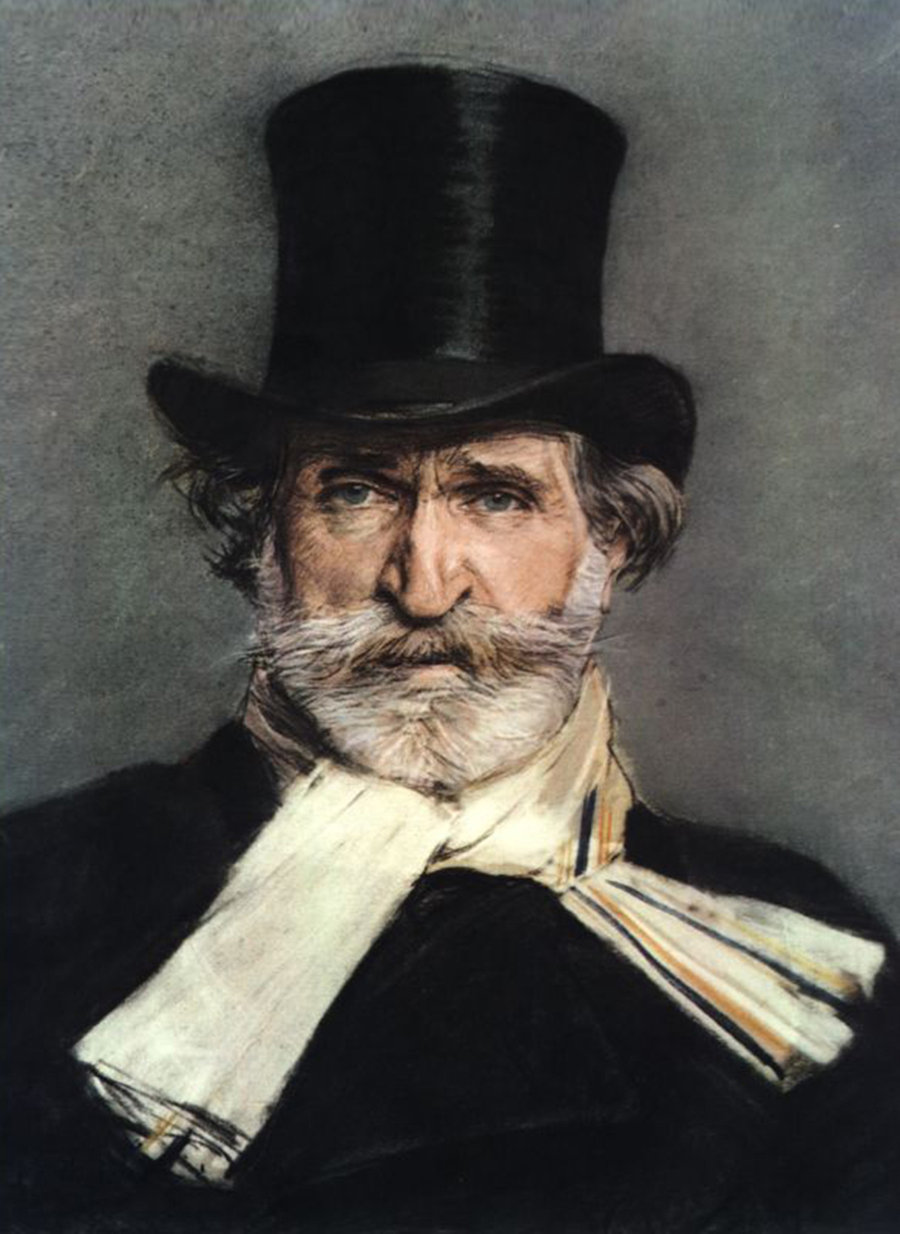
喬望尼·波迪尼筆下的朱塞佩·威尔第（1886，羅馬國立現代藝術館藏品）

19世紀初的義大利歌劇壇，幾乎為美聲運動和其歌劇代表作所佔據，如喬奇諾·羅西尼、文琴佐·贝利尼、葛塔諾·多尼采蒂、喬望尼·帕契尼（Giovanni Pacini）和薩維利奧·馬卡丹特（Saverio Mercadante）等人的作品。｢美聲 ()｣ ，本為義大利一種聲樂學派，其後出現相應的歌劇作品，成為一種歌劇的風格。美聲作品的旋律往往非常華麗且複雜精細的，需要相當靈活的技巧和音高控制能力。
美聲時期過後，朱塞佩·威尔第帶動了一種更直接，更震撼的新風格，以聖經故事為題材的《拿布果》便是這種風格的第一擊。而深受後拿破崙時代的義大利民族主義影響的歌劇觀眾，覺得威爾第通過自己的作品回應他們的訴求，令威爾第成為義大利統一運動的代表人物之一。1850年代早期，威爾第一連推出三部最受歡迎的歌劇：《弄臣》、《遊唱詩人》和《茶花女》。此後更進一步發展他自己的風格，寫下了法式大歌劇《唐·卡洛斯》，並改編兩套莎翁戲劇，《奧泰羅》和《法斯塔夫》，作為自己的收山之作，並成功顯示了義大利歌劇的複雜與精密。
威爾第以後，隨著马斯卡尼的《鄉村騎士》和萊翁卡瓦洛的《小丑情淚》的出現，寫實主義歌劇漸漸流行於義大利。而寫實主義風格歌劇，尤其是贾科莫·普契尼的代表作《波希米亚人》、《托斯卡》和《蝴蝶夫人》，更是一時主宰世界各地的歌劇舞台。此後的義大利作曲家，如卢西亚诺·贝里奥和路易吉·诺诺都一度嘗試將現代元素混入歌劇當中。

### 德語歌劇
首齣德語歌劇是德國作曲家海因里希·許茨在1627年所寫的《达夫内》，但曲譜已經散佚。直到18世紀為止，義大利歌劇對德語地區一直有很大的影響力。不過本土形式也非停滯不前。1644年，西格蒙德·施塔登（Sigmund Theophil Staden）首創了歌唱剧，以音乐化的对白代替義大利歌劇宣叙调的地位。17世紀末至18世紀初，漢堡的白鵝市場歌劇院（Theater am Gänsemarkt）成為了德語歌劇的中心，上演了不少賴恩哈德·凱澤爾（Reinhard Keiser）、格奥尔格·菲利普·泰勒曼和韓德爾的作品。然而不少作曲家，如卡爾·海因里希·格勞恩、約翰·阿道夫·哈塞以至後來的格魯克，甚至韓德爾本人，都選擇以外語譜寫歌劇，尤以義大利語為多。

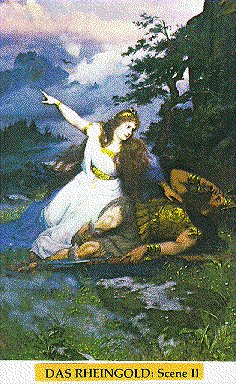
引發華格納創作《萊茵的黃金》的插圖

莫札特的歌唱劇，1782年的《後宮誘逃》和1791年的《魔笛》，被視為德語歌劇在國際歌劇市場立足的重要突破。而在法國大革命思潮的影響，貝多芬的《费德里奥》成功延續了德語歌劇的發展。而卡尔·马利亚·冯·韦伯則成功開創德語浪漫主義歌劇的先河，成功抵抗了義大利美聲歌劇的浪潮。而在1821年首演的，充滿超自然力量的氣氛的《魔弹射手》，更彰顯了韋伯製造戲劇效果的天賦能力。當時著名的歌劇作曲家還包括海因里希·马施纳、弗朗茨·舒伯特、罗伯特·舒曼和阿尔伯特·洛尔青，然而最著名的德語巨匠，當數理查德·華格納。
華格納被認為是音樂史上最富革新性和爭議性的作曲家。在韋伯和梅耶貝尔的風格影響下，華格納最終發展出混集音樂、詩詞和美術於一身的「總體藝術」的新概念。在後期的成熟作品中，如《特里斯坦与伊索尔德》、《纽伦堡的名歌手》、《尼伯龙根的指环》和《帕西法尔》，華格納「廢除」了宣敘調和詠嘆調之間的停頓，將歌劇化為旋律不休止的樂劇。同時華格納相當強調管弦樂團在歌劇中的角色和能力，更通過在樂譜上羅織主導動機的網絡，不斷重複與個別角色和戲劇概念有關的主題旋律。另一方面，華格納更嘗試突破傳統的音樂理論，如音調以及和聲，以求更大的表達空間。華格納更嘗試將哲學觀點嵌入自己的歌劇作品當中，常常以德意志和凱爾特傳說為基礎編寫歌劇。最終華格納更在拜罗伊特修建自己的劇院，參照自己的歌劇需求設計，專門上演自己的歌劇。
歌劇在華格納以後便不能以同日而語，而華格納的傳奇成為了很多作曲家的沉重包袱。但理查德·施特劳斯卻能成功吸收華格納的概念，發展出令人驚異的新方向。他先以極富爭議性的《莎樂美》聲名大噪，既而以灰暗的《厄勒克特拉》把和聲推到極限。但此後施特劳斯來了個大轉向，把華格納的風格混和莫札特的風格和維也納圓舞曲，炮製出了巔峰之作────《玫瑰騎士》。施特劳斯其後不斷推出風格各異的歌劇作品，不少由著名詩人胡戈·冯·霍夫曼史塔提供辭本，直至1942年推出《隨想曲》為止。20世紀值得一提的德語歌劇作曲家還包括亞歷山大·馮·策姆林斯基、保羅·興德米特、寇特·威爾和義大利出生的费鲁西奥·布索尼。而阿诺德·勋伯格和其弟子在歌劇方面的創新則會在現代主義一節中討論。

### 法語歌劇

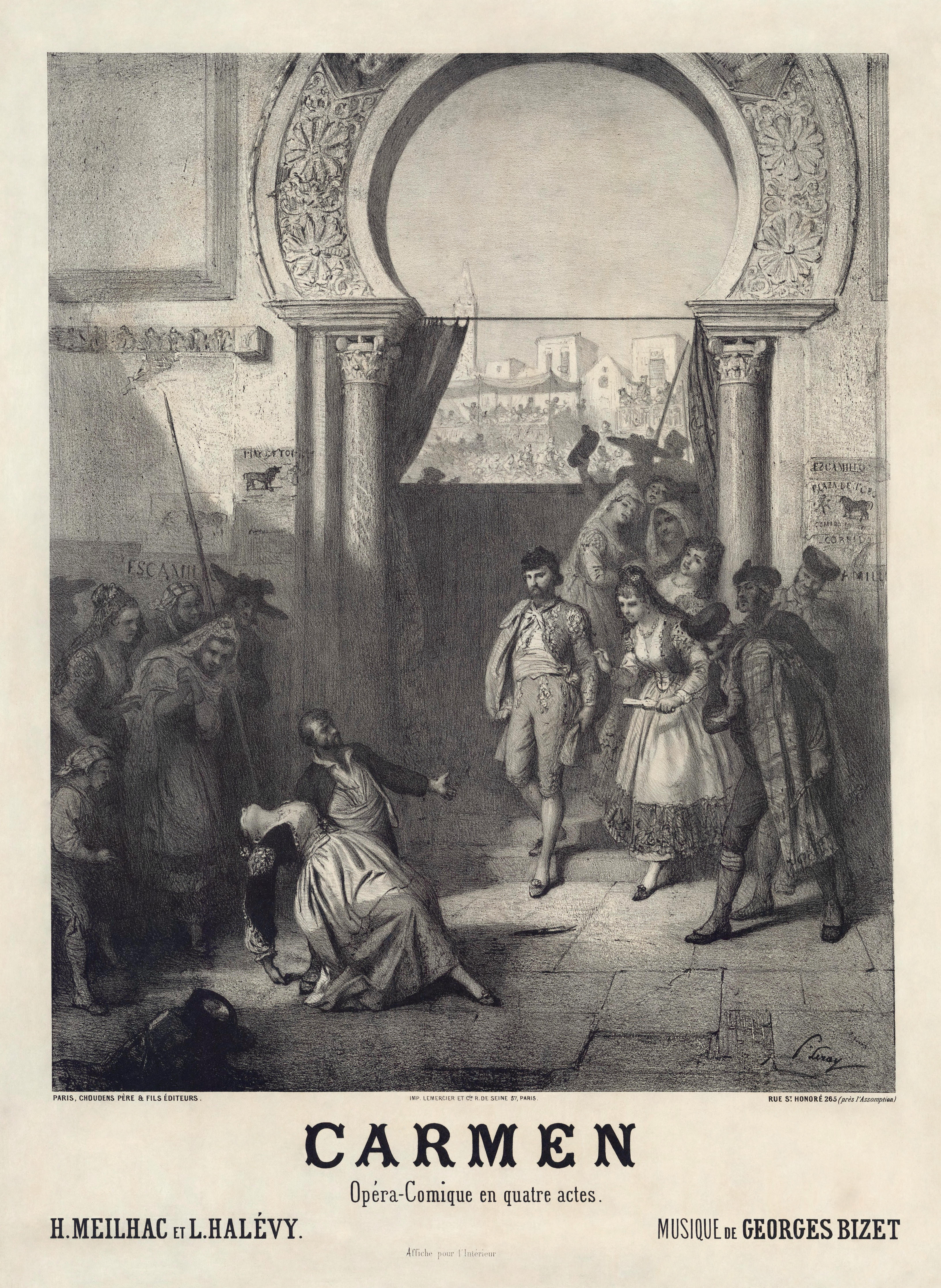
1875年《卡門》海報

義大利人让-巴普蒂斯特·吕利成功在法王路易十四的宮廷確立法語歌劇的風格。縱然外國出生的背景，呂利成立了王家音樂學院（Académie Royale de Musique），且1672年起壟斷了法語歌劇市場。吕利通過和作詞人菲利浦·基諾（Philippe Quinault）合作創作《卡德摩斯與艾米安 (Cadmus et Hermione)》，開創了｢音樂悲劇（tragédie en musique）｣的先河，以著重對舞曲和合唱部分的編寫而著名。呂利作品中的宣敘調往往感情色彩豐富，以凸顯法語韻律特色。而在18世紀呂利的繼承人，让-菲利普·拉莫不但創作了五套｢音樂悲劇｣，還嘗試創作如｢芭蕾歌劇（opera-ballet）｣等其他類型的作品，而且皆以豐富的配樂與大膽的和聲而著名。拉莫死後，德國人格魯克曾在1770年代的巴黎推出過六部歌劇，帶有拉莫的影子，但簡單得來更著重戲劇方面。
與此同時，｢喜歌劇（opéra comique）｣漸漸在18世紀中的法國興起。和德國的｢歌唱劇｣一樣，喜歌劇也是以對白取代宣敘調，其中以皮耶爾-亞歷山大·蒙西尼（Pierre-Alexandre Monsigny）、弗朗索瓦·菲利多尔和安德烈·歐內斯特·莫德斯特·格雷特里（André Ernest Modeste Grétry）代表。法國大革命期間，格魯克的追隨者，如梅于尔（Etienne-Nicolas Mehul）和凱魯比尼嘗試為喜歌劇注入莊重的元素，自此喜歌劇不只是｢鬧劇｣而已。
1820年代，格魯克在法國的威力漸漸不敵於義大利的美聲潮流，尤其在羅西尼遷居巴黎後，通過大作《威廉·泰爾》，參與確立法式大歌劇這種新形式。這種新形式隨即被另一個外國移民，賈科莫·梅耶貝尔發揚光大。梅耶貝尔的作品，為唱家炫耀技術提供了不少空間，而且著重非常的舞台效果，當中《胡格諾人》是典型代表。
與此同時，較為輕鬆的｢喜歌劇｣也大受歡迎，尤其是弗朗索瓦-阿德里安·布瓦爾迪厄、丹尼爾·奧柏、费迪南·埃罗尔德和阿道夫·亚当的作品。與此同時，法國本土作曲家，如埃克托·柏辽兹的歌劇，上演的機會都很難爭取得到。縱然集格魯克風格之大成，柏辽兹的巨著《特洛伊人》曲譜面世後百多年才得以全劇完整上演。
19世紀下半葉，雅克·奥芬巴赫創作了不少詼諧幽默、諷刺時弊的輕歌劇作品，如《地狱中的奥菲欧》。夏尔·古诺則通過《浮士德》一舉成名。而當人們接受了乔治·比才的《卡門》當中浪漫主義和現實主義風格的神奇結合後，《卡門》一劇成為了至今最受歡迎的喜歌劇。儒勒·马斯内、卡米爾·聖桑和利奥·德里布的作品至今仍是標準保留劇目的名單上。與此同時，華格納的影響被視為對法式歌劇傳統的衝擊，法國的樂評人不少堅持拒絕華格納的樂劇，但法國的作曲家卻是嘗試模仿華格納的風格。其中克劳德·德彪西對華格納風格的回應就頗為有趣。在他的唯一歌劇作品《佩利亞斯與梅麗桑德》 (1902)當中，和華格納的樂劇一樣，樂隊處於歌劇音樂中的領導地位；而且全劇皆由宣敘調組成，沒有實際意義上的詠嘆調。但戲劇內容本身很清淡但又撲索迷離，顯得和華格納風格相去甚遠。
其他20世紀當中值得一提的歌劇作曲包括莫里斯·拉威爾、保罗·杜卡斯、鲁塞尔和达律斯·米约。而弗朗西斯·普朗克的作品是少數戰後推出的歌劇，能成為保留劇目，如《修道院裡的對話（Dialogues des carmélites）》。而奥利维埃·梅湘在1983年推出的歌劇《阿西西的聖方濟各（Saint François d'Assise）》，引來樂壇不少關注。

### 俄語歌劇

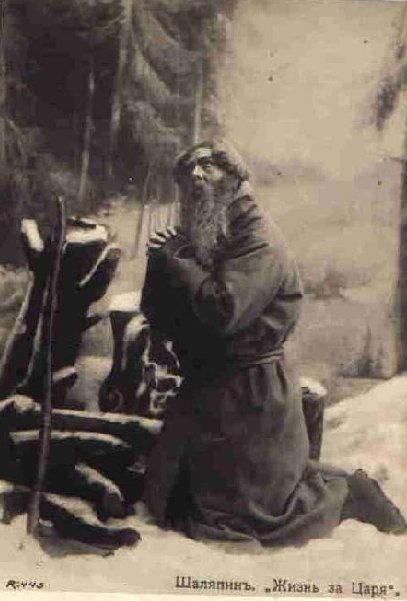
費奧多爾·查理亞賓（Фёдор Ива́нович Шаля́пин）出演格林卡歌《為沙皇獻身》中的主角──伊凡·蘇薩寧

歌劇最早在1730年代，通過義大利歌劇巡迴演出的團隊傳入俄國，很快成為了俄國宮廷和貴族的重要娛樂。不少外國作曲家，如巴達薩爾·加路皮（Baldassare Galuppi）、喬萬尼·帕伊謝洛、朱塞佩·薩提（Giuseppe Sarti）和多莫尼科·奇馬洛薩等等，等曾獲邀到俄國創作義大利歌劇。於此同時，俄國貴族們把一些本土作曲家送到外國，學習創作歌劇，如馬克西姆·別列佐夫斯基（Максим Созонтович Березовський）和蒂米特里·波特年斯基等人。第一套俄語歌劇出現在1755年，由義大利作曲家范切斯科·阿雅以亞（Francesco Araja）所作的《刻法羅斯和普羅克里絲（Цефал и Прокрис）》。俄語歌劇隨即獲得不少俄國作曲家，如瓦西里·帕什科維奇（Васи́лий Алексе́евич Пашке́вич）、葉甫奇蓋尼·弗明（Евстигне́й Ипа́тьевич Фоми́н）和亞力克斯·魏司托夫斯基（Алексéй Николáевич Верстóвский）等人的支持。
不過，米哈依尔·格林卡的兩套歌劇：1836年的《為沙皇獻身（Жизнь за царя）》和1842年的《盧斯蘭與魯蜜拉》的推出才被譽為俄國民族歌劇的正式誕生。格林卡以後的19世紀，俄語歌劇名作輩出，如亞歷山大·達爾戈梅日斯基的《露莎卡（Русалка）》和《石像赴宴（Каменный гость）》、莫杰斯特·穆索尔斯基的《鲍里斯·戈东诺夫》和《霍宛斯基党人之乱（Хованщина）》、亞歷山大·鮑羅丁的《伊戈尔王（Князь Игорь）》、柴可夫斯基的《叶甫盖尼·奥涅金》和《黑桃皇后》，以及尼古拉·里姆斯基-科萨科夫的《雪女郎（Снегурочка–Весенняя сказка）》和《萨特阔（Садко）》。這些作品反映了俄國國民樂派音樂的發展，也被視為泛斯拉夫主義思潮的象徵之一。
在20世紀，俄語歌劇繼續獲得發展，如拉赫曼尼諾夫的《吝嗇的騎士（Скупой рыцарь）》和《雷米尼的法蘭西斯卡（Франческа да Римини）》，斯特拉文斯基的《夜鶯（Соловей）》、《瑪伏拉（Мавра）》、《俄狄浦斯王（Oedipus rex）》及《遊子歷程》，普罗科菲耶夫的《賭徒（Игрок）》、《三橙之戀（Любовь к трём апельсинам）》、《火天使（Огненный ангел）》、《情定修道院（Обручение в монастыре）》及《戰爭與和平（Война и мир）》，肖斯塔科维奇的《鼻子（Нос）》和《姆岑斯克郡的麦克白夫人》（Леди Макбет Мценского уезда），愛迪生·瓦西里耶維奇·傑尼索夫的《歲月的泡沫（L'écume des jours）》還有阿尔弗雷德·加里耶维奇·施尼特凯的《與一傻瓜為伍的生涯（Жизнь с идиотом）》和《約翰·浮士德先生的故事（Historia von D. Johann Fausten）》。

### 英語歌劇

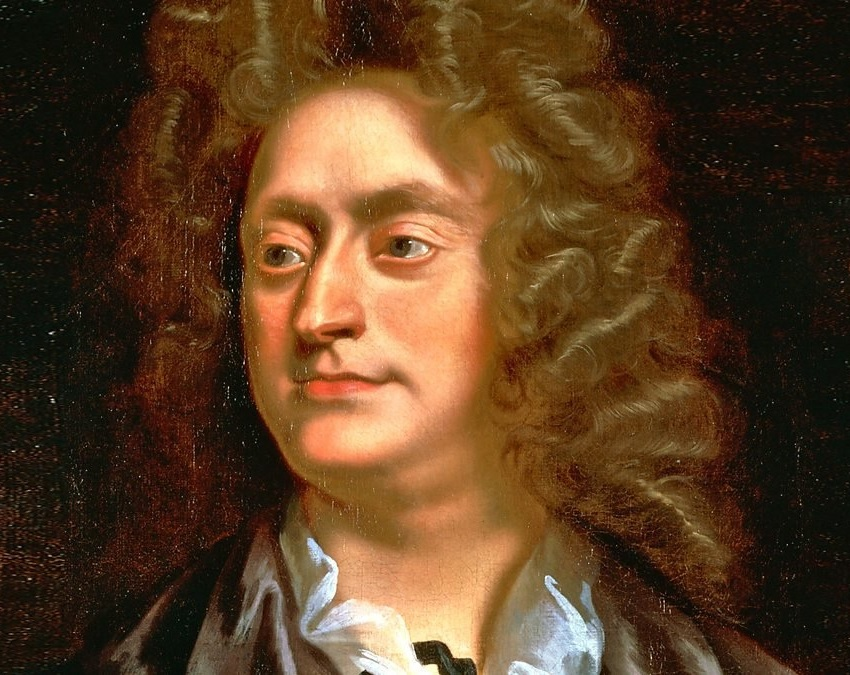
亨利·珀塞爾

在英格蘭，歌劇被視為17世紀吉格喜劇 (jig)的延續。吉格喜劇一般是戲劇終結後的短笑劇，內容往往語帶諷刺，搬弄是非，主要是附有根據當時流行曲調改編而成的配樂的對白組成。而到了18世紀，英格蘭則是抒情歌劇（ballad opera）的天下。與此同時，法式面具歌舞劇（masque）也在英國宮廷站穩陣腳，而且愈趨豪華，而且佈景仿真度也愈來愈高。而伊尼戈·琼斯為這種歌舞劇的舞台設計堪稱經典，而且成為英國舞台作品的設計典範達三個世紀之久。而本·琼森1617年的面具歌舞劇《情人造就成人（Lovers Made Men）》則曾被人形容為「整套意式風格的面具歌舞劇，滿口宣敘調（stilo recitativo）」。
而在共和時期，政府強行關閉戲院，導致英語歌劇無法發展。但在1656年，桂冠詩人、劇作家威廉·達文南特爵士（Sir William Davenant）縱然在沒有演出戲劇牌照之下，仍然以「敘事音樂（recitative music）」之名，成功推出歌劇《羅德島之圍（The Siege of Rhodes）》，並邀得當時英國頂尖的作曲家，如亨利·羅斯（Henry Lawes）、亨利·庫克（Henry Cooke）、馬修·洛克、查理·科曼（Charles Coleman）和喬治·哈德遜（George Hudson）等負責作曲和配樂。達文南特繼而在1658年和1659年推出歌劇《西班牙人在祕魯的暴行紀實（The Cruelty of the Spaniards in Peru）》和《法兰西斯·德雷克爵士的故事（The History of Sir Francis Drake）》，且因題材為批評西班牙而備受護國公奥利弗·克伦威尔的推崇。
1660年王政復辟，英國再次為外國作曲家打開大門，尤其是法國作曲家。1673年，劇作家托馬斯·沙德威爾（Thomas Shadwell）成功把兩年前莫里哀和让-巴普蒂斯特·吕利的芭蕾喜歌劇《賽姬（Psyche）》，改編上演。同年達文南特爵士在馬修·洛克等人的幫助，首次配樂演出了莎翁名劇《暴风雨（The Tempest）》。1683年左右，約翰·博羅（John Blow）的《維納斯和阿多尼斯（Venus and Adonis）》被視為第一部真正的英語歌劇。

然而在博羅之後，亨利·珀塞爾成為更為著名的歌劇作家。他雖有紅遍一時《蒂朵和埃涅阿斯》(Dido and Aeneas, 1689)，但不少珀氏佳作乃｢半歌劇 (semi-opera)｣，即是在戲劇中加入的音樂和面具歌舞場景，如珀賽爾的《仙界王后》(The Fairy-Queen, 1692)，可以作為莎翁喜劇《仲夏夜之夢》所作的戲劇音樂。而往往戲劇的主角不會在音樂場景中出現，因此珀賽爾等作曲家為能以歌曲交代主線劇情。雖然如此，但珀賽爾和他的合夥人约翰·德莱顿一直想在英國推動正歌劇的發展，但珀賽爾的早逝，導致這一希望幻滅。

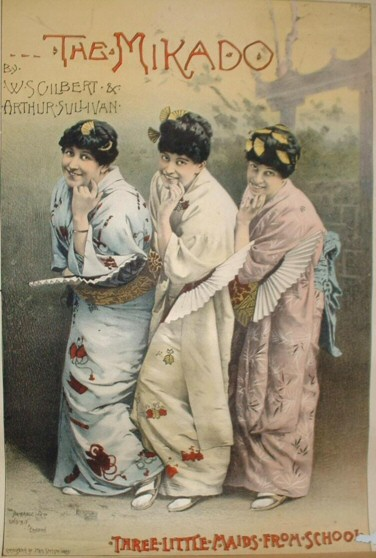
《日本天皇》海報

珀賽爾之後，英國歌劇壇可謂是意大利式歌劇的殖民地，韓德爾的意式正歌劇稱霸了數十年的倫敦歌劇市場，而本土作曲家，如托馬斯·阿恩（Thomas Arne）和約翰·腓特烈·拉普（John Frederick Lampe）和麥克·巴夫（Michael Balfe）都是依照義大利的風格寫自己歌劇。情況一直持續，18和19世紀依然如是，各大義大利歌劇名家，以及風行歐陸的莫札特、貝多芬和梅耶貝爾的名作一直霸佔倫敦的音樂舞台。不過與此同時，新興的歌劇形式，如約翰·基（John Gay）的《乞丐的歌劇》（1728），滑稽歌舞劇（musical burlesque）、歐陸輕歌劇、特別是吉爾伯特與沙利文的薩沃伊歌劇，一度衝擊了歌劇舞台的傳統。雖然沙利文聲稱他的輕歌劇，應該算英語歌劇學派的一部分，當他們也承認，他們創作的其中一個目的，便是要趕走19世紀風行英國，縱使翻譯奇差的法式輕歌劇。或因如此，蘇利文只曾寫了一齣大歌劇《艾凡赫（Ivanhoe）》。但他們的作品《皇家衛隊》（The Yeomen of the Guard）則曾被《每日郵報》形容為第一部真正的英語歌劇。
20世紀，英語歌劇漸漸擺脫義式風格的影響，尤其是雷夫·佛漢·威廉斯和本杰明·布里顿的作品至今仍是各大歌劇院的保留劇目。而與此同時，美國的作曲家，如伦纳德·伯恩斯坦、乔治·格什温等人，也開始英語歌劇的創作，並加入流行音樂的元素。時至今日，仍有有不少當代作曲家在譜寫歌劇，如英國的托馬斯·阿德斯、哈里森·比特威素、麥可·尼曼和美國的菲利普·格拉斯及約翰·亞當斯。

### 其他語言的歌劇
西班牙也發展出了自己的歌劇形式，被通稱為「查瑞拉小歌劇（zarzuela）」，曾將在17世紀和19世紀中廣受歡迎，但在18世紀，義大利歌劇在西班牙非常流行，幾乎覆滅西班牙的地方歌劇。
捷克作曲家則在19世紀成功推動民族歌劇得發展，成效相當不錯。贝多伊齐·斯美塔那以8套歌劇打響頭砲，當中以《被出卖的新娘》最受到歡迎﹔以《露莎卡》著名安东尼·德沃夏克則留下13部歌劇﹔而列奥西·扬那切克則以創新的作品，如《繼女耶奴发（Její pastorkyňa）》、《狡猾的小狐狸（Příhody lišky Bystroušky）》和《卡塔·卡芭娜娃（Káťa Kabanová）》。
19世紀，匈牙利民族歌劇的主要人物是，以撰寫歷史題材歌劇而著名的艾凯尔·费伦茨。最常見的艾凯尔包括《匈雅提·拉茲勞（Hunyadi László）》和《邦克公爵（Bánk bán）》。而最著名的匈牙利歌劇當數巴托克·贝拉的《蓝胡子公爵的城堡》。
而最為人熟知的波蘭歌劇作曲家當數斯坦尼斯拉夫·莫紐什科，其代表作為《鬧鬼的莊園府第（Straszny dwór）》而在20世紀，還有一些波蘭作曲家的歌劇作品包括席曼諾夫斯基的《羅格王（Król Roger）》和克里斯托弗·潘德列茨基的《烏布王（Ubu Rex）》。
其他尚有丹麥作曲家尼爾森著有假面舞會等歌劇和巴西作曲家魏拉-羅伯士創作的歌劇葉馬等。

### 近代和現代潮流

#### 現代主義

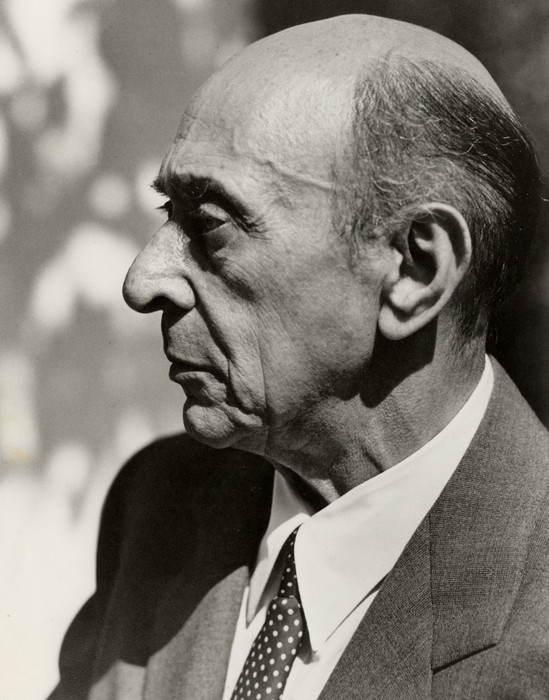
阿诺德·勋伯格，1948

不少人認為，無調性音樂（atonality）的發展，就是現代歌劇風格變遷最明顯的體現。而華格納的特里斯坦和弦則被作移除傳統音調風格浪潮的第一響。而理查·史特勞斯、德布西、普契尼、保羅·興德米特和漢斯·普費茲納，在他們的音樂中運用更極端的半音和絃及更多的不和諧音。
然而阿诺德·勋伯格和阿尔班·贝尔格，這兩位提倡無調性手法和十二音階作曲法的維也納作曲家，才被視為現代主義歌劇的開山鼻祖。在勋伯格的早期作品，《期望》 (Erwartung, 1909)和《幸運之手》(Die glückliche Hand)都運用了大量半音和絃和不和諧音，而且偶會安排對白 (Sprechstimme)。
而阿尔班·贝尔格的兩部歌劇，《伍采克》和《露露》，和勋伯格的作品有很多類似之處，但他成功把勋伯格十二音階作曲法和傳統曲調手法結合成自己的風格。這可以解釋到縱使其作品的曲調和劇情富爭議性，但仍能在標準保留劇目之列。而勋伯格的理論影響了不少後來的作曲家，縱然他們並沒有用到勋伯格的手法。英國的本杰明·布里顿、德國的汉斯·维尔纳·亨策和俄國季米特里·肖斯塔科维奇都被視為跟隨勋伯格的風格的歌劇作曲家。
但十二音階作曲法並非人人受落。伊戈尔·斯特拉文斯基在寫過極富現代主義的芭蕾音樂《彼得鲁什卡》和《春之祭》後，便在1920年代轉向新古典主義，寫下《俄狄普斯王》（Oedipus Rex）而在《俄狄普斯王》之後，《遊子歷程》則成為他筆下第一部新古典主義歌劇，以19世紀的編號形式所寫，而且大量使用全音階，以抗拒勋伯格的序列音樂的影響。然而史特拉汶斯基對序列音樂的抗拒，鼓勵了不少作曲家尋找序列音樂以外的其他方向。

#### 其他潮流
20世紀音樂的一個潮流，無論在歌劇還是一般的交響樂，都因節省成本的原因而減少伴奏樂團的規模。隨著政府公家和私人對音樂贊助的減少，富有宏大弦樂部、多部豎琴、額外的園號以及異域的敲擊樂器的浪漫主義時期典型樂團不再容易組織，因此新作品往往要遷就成本，往往伴奏樂團會被裁減至接近室內樂的程度，歌劇往往也只是比較短的獨。如本杰明·布里顿的作品只需要13人的伴奏樂團。
20世紀歌劇另一個潮流就是當代歷史劇的出現，如約翰·亞當斯的《克林霍弗之死》（The Death of Klinghoffer）和《尼克松在中国》，還有季克·黑吉（Jake Heggie）的《行屍走肉》 (Dead Man Walking)，都是近代的記憶戲劇化，搬上歌劇舞台的例子，往往當中的主角在首演時依然在世。而過往的歌劇往往是講述比較遠古的歷史，或改編當代的小說和流行的戲劇，或基於神話或傳說改編。
根據大都會歌劇院的報告，該院的贊助人平均年齡高達60歲。然而世界各地的歌劇院都面對類似的趨勢，而這正正是20世紀90年代以來，經典音樂聽眾高齡化潮流的一部分。因而各大歌劇院紛紛架設網站，或提供學生折扣優惠，意圖吸引年輕聽眾。
而在面對經費緊縮方面，老牌的大歌劇院則更容易應付，因為它們可以請來歌劇界的明星，以吸引｢追星一族｣的票源。然而小型的歌劇院往往比較難生存，往往依靠將國家或地方政府，地方企業和捐款拼湊起來的款項維持經營。不過，通過電視、電台，甚至戲院播送歌劇演出，為歌劇界帶來不少新觀眾。

#### 音樂劇重歸歌劇
自1930年代末開始，部分作曲家開始按照歌劇的規格來譜寫音樂劇，如安排相當規模的伴奏樂隊和運用傳統的音調手法來交代劇情變化，乔治·格什温帶爵士樂風的《波吉和贝丝》和伦纳德·伯恩斯坦的《憨第德》，最初都是在百老匯首演的音樂劇，繼而被列為歌劇界的保留劇目。《畫舫璇宮》、《夢斷城西》、《理髮師陶德》、《艾薇塔》等富旋律感的音樂劇，現在都可見於各大歌劇院。而有些音樂劇一開始，就應用歌劇的創作手法，如以宣敘調取代對白和主导动机的運用，這類手法可見於《耶穌基督超級巨星》(Jesus Christ Superstar, 1971)、《孤星淚》(Les Miserables, 1980)、《吉屋出租》(Rent, 1996)和《春光乍現》(Spring Awakening, 2006)。

## 歌劇唱腔

### 聲音分類
歌手所扮演的角色依照他们各自不同的音域、敏捷度、力量和音色來分类。男性歌手由音域低至高分为：男低音、男中低音、男中音、男高音、假聲男高音（sopranist/countertenor）。女性歌手由音域低至高分为：女低音、次女高音以及女高音。女高音也可细分为花腔女高音和抒情女高音等不同种类。基本上男聲的音域皆低於所有女聲，但某些假聲男高音能唱到女低音的音域。而假聲男高音唱多見於古代譜寫的由阉伶所唱的角色。
在以音域分類後，往往還會加上一些關於唱腔的形容詞，如抒情女高音、戲劇女高音、莊嚴女高音（soprano spinto）、花腔女高音（soprano coloratura）、輕俏女高音（Soprano soubrette）。這類術語，雖然不能全面形容一把聲音，但往往能把不同的聲音歸類，放入不同的角色當中去。某些歌手的聲音會突然發生劇烈的變化，或者在而立之年甚至人到中年，聲音才達致成熟的輝煌狀態。

### 聲音分類的利用
女高音向來是大部分歌劇的女主角的不二人選。然而在古典主義音樂時期以前，往往對女高音的首要要求的聲音控制的技術，而非今日要求的廣闊的音域；而當時要求女高音的最高音往往不超過高音A。而女中音一詞，則是一個比較新近的概念，但也不少角色可以擔綱，如珀賽爾筆下的蒂朵和華格納《特里斯坦与伊索尔德》中的布兰甘特（Brangäne）。女低音可唱的角色，往往比較少，行家往往開玩笑說，女低音只可唱「巫婆、潑婦、（穿）長褲（的角色）」(witches, bitches, and britches)。而近年，不少原來由女低音或阉伶所唱的角色，皆成假音男高音的囊中物。
而男高音，則自古典音樂時期至今，都是歌劇中的男主角。很多最具挑戰性的男高音角色，都是出自美聲歌劇時期，如多尼采蒂在《聯隊之花（La fille du régiment）》中寫給男主角的9個連續的高音C。而華格納則要求他的男高音主角比一般男高音的分量更重，甚至要人們發明新字｢英雄男高音（Heldentenor）｣來形容這類角色；和華格納要求的分量相當的義式歌劇角色也有如，普契尼《圖蘭多》中的卡拉富。男低音的歷史也是源遠流長，在正歌劇時代便作為配角，往往是娛樂觀眾滑稽角色。男低音可演的角色也不少，如莫札特《唐·喬望尼》中的利波雷洛和華格納《尼伯龍根的指環》中的沃坦王。界乎男高音和男低音中間，便是男中音，一個直至19世紀中葉才出現的概念，著名角色如莫札特《女人皆如此》的古烈摩和《唐·卡洛》中的羅迪戈。

### 著名唱家

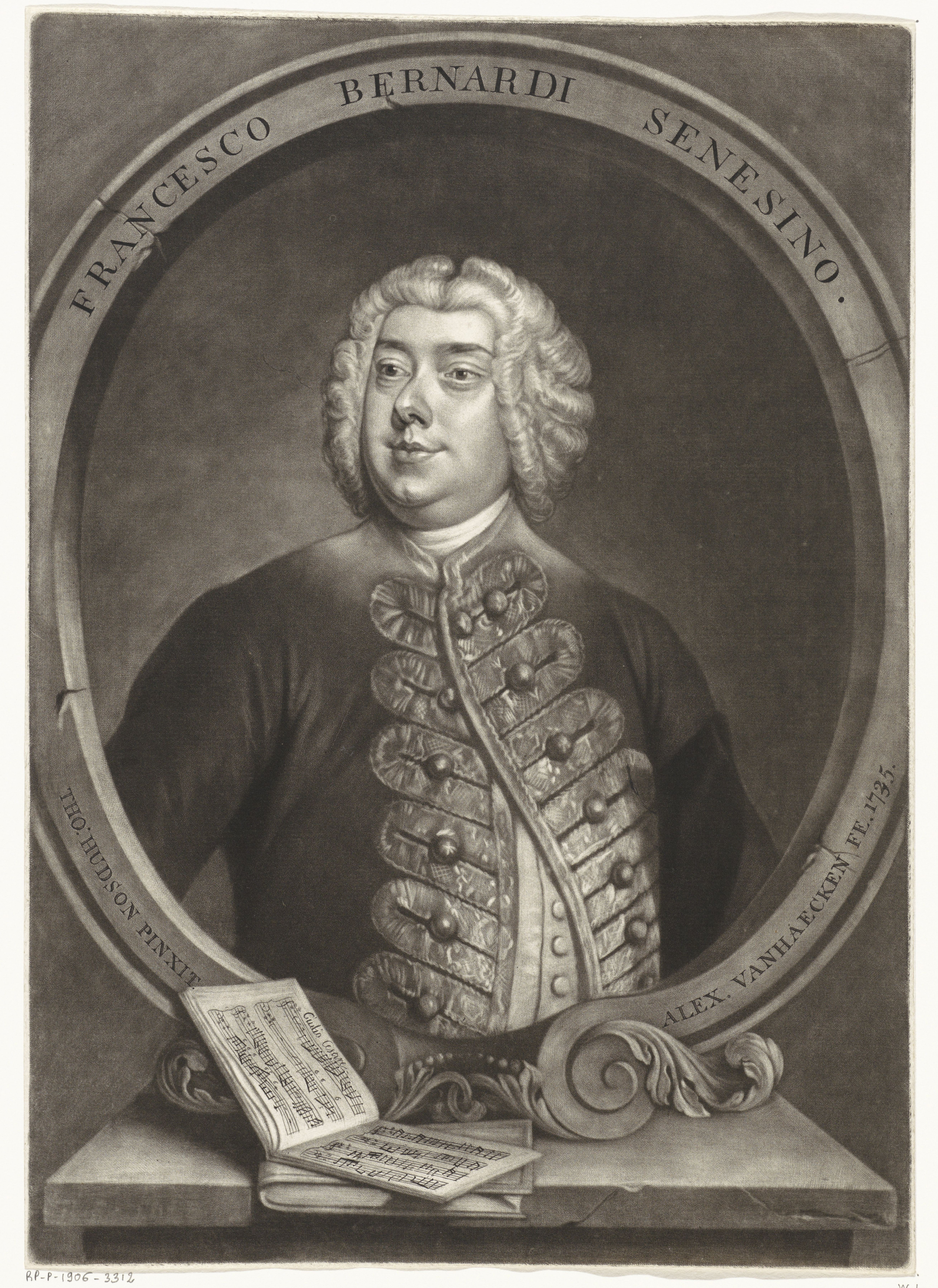
著名阉伶賽尼西諾 (1735)

早期歌劇演無定時，因此沒人能夠單以出演歌劇維生。但17世紀中葉商業歌劇演出的出現，導致了全職歌劇唱家的浮現。而早期歌劇中的英雄往往由阉伶擔綱，而在18世紀義大利歌劇橫行歐洲的年代，技術出众的阉伶如法里內利和賽尼西諾，就是那個年代的國際巨星。而首位歌劇的女星，安娜·任姿（Anna Renzi），活躍於17世紀中葉的義大利各大劇院。而18世紀，意大利的女高音可謂稱霸歐陸，但同行競爭激烈，甚至浮士蒂娜·波多妮就曾試過在台上表演韓德爾作品期間，和同行范切斯卡·庫松妮（Francesca Cuzzoni）打起架來。而法國人並不喜歡阉伶扮英雄，往往安排假聲男高音（haute-contre）來擔綱，而約瑟·勒格羅就是這類唱家的佼佼者。

隨著音樂劇、電影、電台、電視在20世紀的發展，歌劇在社會的流行程度大幅下滑，但當今大眾媒體和唱片業依然能使歌劇唱家馳名全球，如20世紀後半葉的世界三大男高音卢奇亚诺·帕瓦罗蒂、普拉西多·多明哥和何塞·卡雷拉斯。而一些21世紀的著名唱家，如芮妮·弗萊明等人，則通過跨界合作（crossover）或在電影配樂中演唱以擴大知名度。

## 電影院播送
近年，各大老牌歌劇院團開始錄影自己院團的製作，提供給歐美各地方的電影院裡播放。2006年，紐約大都會歌劇院，更開創先河，在歐美各地電影院高清放送自家的歌劇製作。而在2008年3月，三藩市歌劇院也開始了類似的電影院放送。而歐洲的歌劇院和音樂節，如米蘭斯卡拉大劇院、薩爾茨堡音樂節、威尼斯鳳凰劇院和佛羅倫斯五月音樂節，自2006年都有在美國各大城市的電影院中播送他們的製作。

## 備註
1. ↑  其他歌劇的定義：｢富戲劇化的表演或作品，是一門以音樂為主的藝術｣ 《牛津簡明英語詞典》；｢任何在演藝場館演出的，可以歌唱的戲劇作品（有時夾有朗誦或對白），並附以歌手)通常穿著戲服)和伴奏音樂家所寫的原創音樂｣(Amanda Holden，《為維京人所寫的歌劇導論》)； ｢源於17世紀初，帶有歌唱角色的音樂舞台作品｣ (Pears Cyclopaedia, 1983 ed.).
2. ↑  在歐美文化圈以外相類似的藝術，也會西方人冠以｢opera｣這一名詞作分類之用，惟加上地方名以玆識別。如何西方歌劇有截然不同的緣由和傳統的中式戲曲，在歐洲各國語言中統稱為｢中式歌劇（Chinese Opera）｣，反之把歌劇與戲曲比較時常被諧稱為鬼佬大戲。然而歌劇也並非西方音樂舞台的唯一藝術形式：古有希臘戲劇的歌唱和伴奏音樂元素；今有音樂劇這門舞台表演艺术。
3. ↑  黄钊. . 戏剧之家. 2016, (11): 37.
4. ↑  《牛津配圖歌劇史》第一章；《為維京人所寫的歌劇導論》中關於佩里和蒙泰韋爾迪的部分
5. ↑  《牛津配圖歌劇史》第一至三章
6. ↑  《人與音樂：古典時期音樂》(Man and Music: the Classical Era，Neal Zaslaw編，麥米倫出版社Macmillan，1989)；《為維京人所寫的歌劇導論》關於格魯克和莫札特的部分
7. ↑  《牛津配圖歌劇史》第五、八、九章；《為維京人而寫的歌劇導論》關於威爾第的部分。
8. ↑  本節主要參考自《牛津配圖歌劇史》第一、二、三、六、八、九章；《牛津音樂指南》，還有《為維京人所寫的歌劇導論》關於各個作曲家的部分
9. ↑  本節主要參考自《牛津配圖歌劇史》第一至四、八、九章；《牛津音樂指南》；《為維京人所寫的歌劇導論》關於各個法國作曲家的部分
10. ↑  《新格羅夫歌劇字典》中由Richard Taruskin所寫，關於俄國歌劇的部分；《牛津配圖歌劇史》第七至九章
11. 1 2 3  From Webrarian.com 的存檔，存档日期2007-09-27.關於《艾凡赫》的介紹
12. ↑  《每日郵報》的原文寫道：｢The accompaniments... are delightful to hear, and especially does the treatment of the woodwind compel admiring attention. Schubert himself could hardly have handled those instruments more deftly. ...we have a genuine English opera, forerunner of many others, let us hope, and possibly significant of an advance towards a national lyric stage.｣ 據《吉爾伯特與沙利文的第一夜》(Allen, Reginald. 1975. The First Night Gilbert and Sullivan. London: Chappell & Co. Ltd.)第312頁中所引。蘇利文在1890年代曾推出過若干套比較嚴肅的輕歌劇，但只有《艾凡赫》得以成功。
13. ↑  《牛津配圖歌劇史》Chapters 1, 3 and 9.《為維京人所寫的歌劇導論》關於博羅、珀賽爾和布里顿的部分
14. ↑  《牛津配圖歌劇史》由John Tyrrell所著《至1900年俄羅斯、捷克、波蘭和匈牙利的歌劇》一章
15. ↑  在《俄狄普斯王》之前，1916年的｢滑稽歌舞雜劇｣《狐狸雷納德》（Renard）和1918年的｢將被朗讀、表演和舞蹈的｣作品《士兵的故事》，這兩部規模較小的作品，已被史特拉汶斯基背離現代主義之作，而《士兵的故事》更是一部類似古德式｢旋律戲劇（Melodrama）｣一類的作品。
16. ↑  《牛津配圖歌劇史》第八章；《為維京人所寫的歌劇導論》關於勋伯格、贝尔格和史特拉汶斯基的部分；Malcolm MacDonald《勋伯格》(Schoenberg, Dent,1976)；Francis Routh，《史特拉汶斯基》(Stravinsky, Dent, 1975).
17. ↑  類似的情況在法國大革命期間也曾出現，如1793年弗朗索瓦·高賽（François Joseph Gossec）的《共和國的凱旋》(Le triomphe de la République)，就是基於一年前的法爾梅之役（Battle of Valmy）的情節而作的。這類作品明顯是政治宣傳的產物。
18. ↑  《牛津配圖歌劇史》第九章
19. ↑  大都會歌劇院學生折扣資訊 的存檔，存档日期2008-05-16.
20. ↑  . 大都會歌劇院. 2007  [2008-04-10]. （原始内容存档于2008-05-09）.
21. ↑  譬如說，韓德爾只寫過一個角色需要高音C，縱使法里內利最高音可以大到高音D
22. ↑  這類角色有時也會由女高音出演，畢竟女中、高音之間，音域往往有很多重疊，兩者很多可以互換。
23. ↑  《牛津配圖歌劇史》第十一章
24. ↑  大都會歌劇院高清放送 （页面存档备份，存于）網頁
25. ↑  The Bigger Picture 的存檔，存档日期2010-11-09.
26. ↑  Emerging Pictures 的存檔，存档日期2008-06-30.
27. ↑  《華爾街日報》，2008年6月21-22日，W10版側欄，《哪裡可以在電影院裡看歌劇》 (Where to See Opera at the Movies)

## 延伸閱讀和外部連結
- 《歌劇的請柬》（An Invitation to the Opera）, John Louis DiGaetani,   Anchor Books, 1986/91.  ISBN 0-385-26339-2
- 《歌劇寶庫》(A Treasury of Grand Opera.), Henry W. Simon,  Simon and Schuster, New York, 1946.

- 法語的歌劇詞彙 （页面存档备份，存于）
- OperaGlass，史丹福大學的歌劇資源網 （页面存档备份，存于）
- HistoricOpera，歷史上的歌劇照片 （页面存档备份，存于）
- 《美國人》雜誌，2007年7/8月號，Jonathan Leaf所寫《美國的歌劇熱 (America’s Opera Boom)》